# Big Nose the Caveman
Big Nose The Caveman é um jogo eletrônico de videogame estilo plataforma desenvolvido para os consoles NES, Amiga e Atari ST feito em 1991 pela Camerica. Em 1993-94, começou-se um projeto para que o mesmo fosse lançado para o Master System, mas o game nunca foi lançado comercialmente para este console, apesar de existir uma versão protótipo (com o título Dinobasher: Starring Big Nose The Caveman).

## História
Big Nose The Caveman é um game de ação estilo plataforma com rolagem lateral, recurso conhecido em inlgês como "side-scrolling".
Você controla o personagem "Big Nose", um homem das cavernas que está preso em ilhas. Sua missão é desbravar estas ilhas desconhecidas e capturar a presa, no caso um pterodactilo, para saciar sua fome e seu desejo por aquele delicioso rango. Ao longo do caminho, Big Nose recolhes ossos, que podem ser usados como moeda para comprar itens nas várias lojas que incluem feitiços, upgrades de suas habilidades e itens.
Este jogo também é muito difícil porque você não pode reiniciar a partir de onde você parou quando todas as suas vidas se foram. Além disso, ele é muito longo, com quatro ilhas (Paradise Island, Monster Island, Terror Island, e Chaos Island) cada uma contendo vários níveis. O personagem (Big Nose The Caveman) morre com apenas um "toque", a menos que tenha pedras sobrando. Essas pedras, além de servirem como "life" (como as moedas, nos jogos da série Super Mario Bros.), também podem ser arremessadas (Uma, Duas, ou até 3 de uma vez), matando os inimigos. Ao longo do jogo existem muitas armadilhas, como larvas e água.
Ao final de cada fase, você encontrará um inimigo diferente, como dinossauros, capivaras, crocodilos, pássaros gigantes, animais de todas as espécies e alguns sem espécie definida.
Em 1992 foi lançado uma seqüência para este jogo, chamada Big Nose Freaks Out, também para NES